# Lecane kawamurai
Lecane kawamurai is een raderdiertjessoort uit de familie Lecanidae. De wetenschappelijke naam van deze soort is voor het eerst geldig gepubliceerd in 1960 door Yamamoto.